# Fætter Guf
Fætter Guf (Gus Goose) er en figur i Disneys tegneserier. Han er ifølge Don Rosas stamtræ søn af Gunnar Gås og Bella Blisand, barnebarn af Klement Blisand, og dermed nevø til Andrea Blisand (også kaldet Bedstemor And). Pga. forældrenes navne er det sandsynligt, at Fætter Gufs fulde navn er Guf Gås, Guf Blisand, Guf Gås Blisand eller Guf Blisand Gås.
Han optrådte i en enkelt Anders And-kortfilm Cousin Gus instrueret af Jack King hvor han æder Anders ud af huset. I Barks' andeserier, hvor man oftere er ude på Bedstemor Ands gård end i de korte striber, er Fætter Guf bosiddende hos hende, hvor han er ansat som medhjælper på gården, men Fætter Guf beskæftiger sig mest med at æde og drive den af. Hans dovenskab er en legendarisk egenskab.